# Ритц-Карлтон Москва
Гостиница «The Carlton, Moscow» (ранее «The Ritz-Carlton, Moscow») — пятизвёздочная гостиница класса «люкс» в Москве, расположенная по адресу Тверская улица дом 3. 
В этой гостинице во время официального визита в Москву останавливался президент США Барак Обама. По версии казахстанского Forbes, принадлежит казахстанскому предпринимателю Булату Утемуратову.

## История и расположение

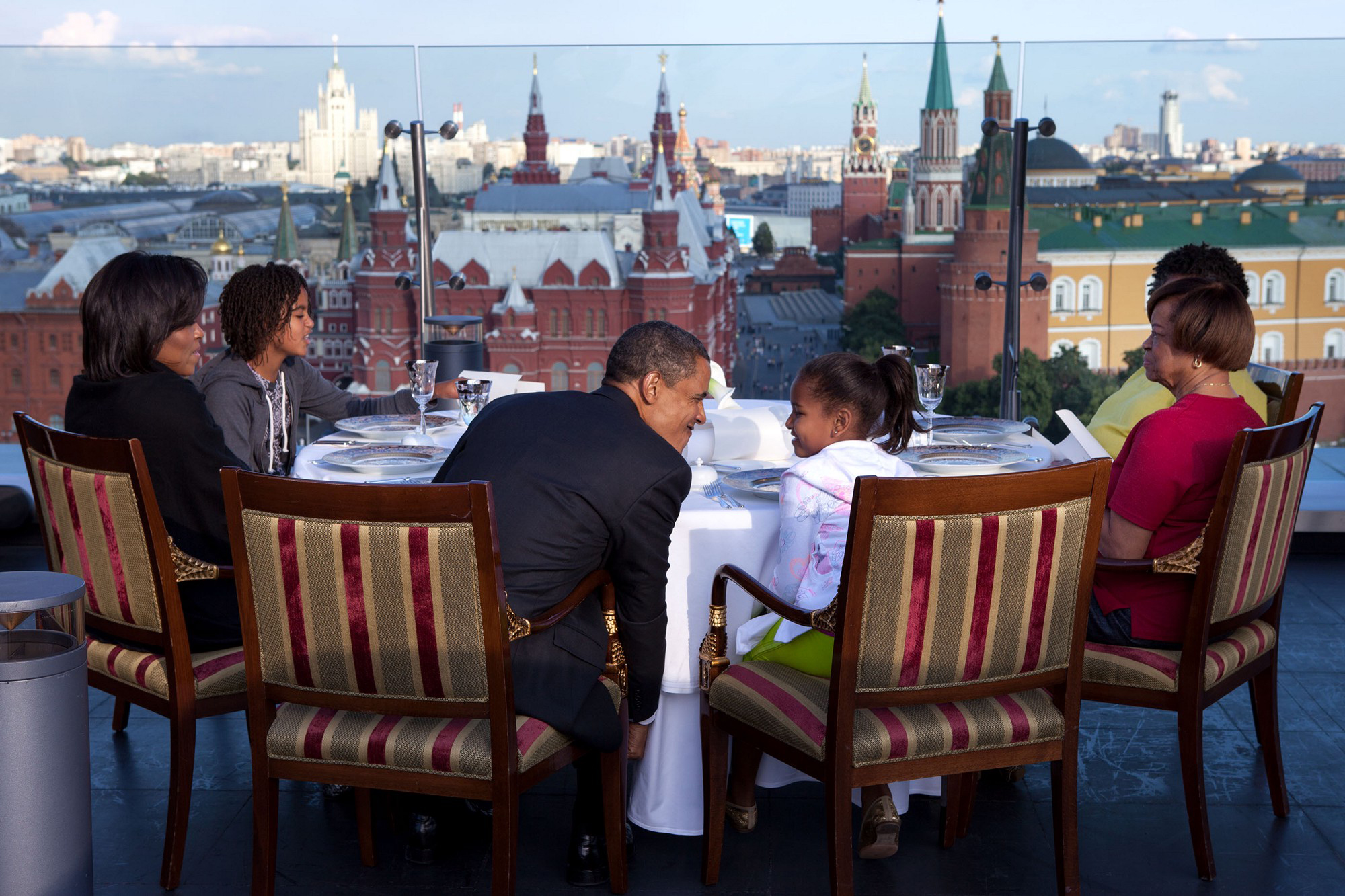
Барак Обама обедает с семьёй на крыше гостиницы Карлтон Москва 7 июля 2009 года

Гостиница расположена в начале Тверской улицы, вблизи её пересечения с Моховой улицей — в непосредственной близости от Красной площади и Московского Кремля.
В XVIII веке на этом месте находился «Цареградский трактир», славившийся своим кофе и большой популярностью среди москвичей и гостей города. В нем останавливался Второв Иван Алексеевич, литератор и один из образованнейших людей своего времени.
В XIX веке здесь располагалась гостиница «Париж», которая была снесена в ходе генеральной реконструкции Москвы 1960-х годов. В ней во время приездов в Москву любили останавливаться многие русские писатели, например Константин Леонтьев и Николай Некрасов.
До 2002 года на этом месте стояло 22-этажное здание гостиницы «Интурист», построенное в 1970 году.
Открытие гостиницы «The Ritz-Carlton, Moscow» состоялось 1 июля 2007 года. Здание гостиницы строилось в 2005—2007 годах по проекту авторского коллектива, возглавляемого архитектором А. Д. Меерсоном.
Проект по строительству новой гостиницы на месте «Интуриста» стартовал в 1999 году, инвестиционный конкурс тогда выиграла французская Superior Ventures, планировавшая построить гостиницу «Париж». Но согласование с мэрией затянулось, и в 2004 году проект с правом аренды земли на 49 лет выкупила Capital Partners казахстанских девелоперов Сержана Жумашова и Бурака Оймена. В 2006-м они завершили строительство одной из самых дорогих и фешенебельных гостиниц Москвы — The Ritz-Carlton, Moscow, потратив $250 млн. А через пять лет продали её за $500—700 млн (оценка Jones Lang LaSalle) самому влиятельному предпринимателю Казахстана (по версии казахстанского Forbes) Булату Утемуратову.

## Описание
Фасад 12-этажного здания гостиницы оформлен в стиле эклектики.
Гостиница располагает 332 номерами, в том числе 65 люксами.
На крыше отеля расположен ресторан O2 Restaurant с видом на Красную площадь. На первом этаже находятся лобби-бар The Carlton Lounge & Bar, а также ресторан Sartoria Lamberti.
Спа-центр отеля включает в себя фитнес-центр, инкрустированный кристаллами Swarovski бассейн, джакузи, парная, сауна с гималайской солью, массаж, а также спа-кафе с меню здорового питания.